# Zervelatwurst

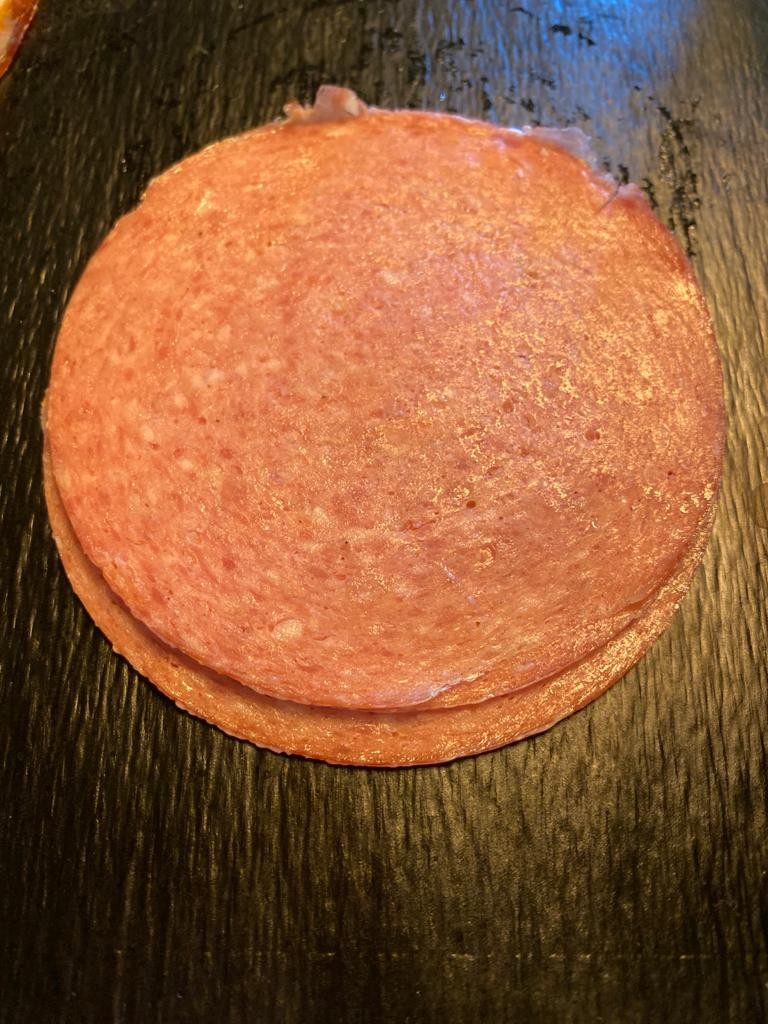
Zervelatwurst aus Österreich

Zervelatwurst (von italienisch cervellata, aus lateinisch cerebellum, der Verkleinerungsform von cerebrum ‚Hirn‘; andere Quellen leiten die Herkunft vom Lateinischen cervus ‚Hirsch‘ ab), auch Cervelat-, Servelatwurst bzw. Safaladi (österreichisch, veraltet), cervelaatworst (niederländisch), ist eine schnittfeste Rohwurst. Die in der Schweiz Cervelat genannte Brühwurst unterscheidet sich in Herstellung, Konsistenz, Geschmack und Aussehen stark von ihr.

## Herstellung und Zusammensetzung
Für die Herstellung verwendet man Rindfleisch und Schweinefleisch (Muskelfleisch und Speck), das im Kutter bis zur feinsten Körnung zerkleinert wird. Typische Gewürze sind Pfeffer, Kardamom und Spirituosen zur Aromatisierung (Branntwein, Cognac). Nitritpökelsalz wird als Würzmittel und zur Rötung der Wurst hinzugegeben. Die gewürzte Masse wird in Kunstdärme von 75 mm Durchmesser gefüllt und anschließend 24 Stunden kalt geräuchert. Nach einer Reifezeit von vier bis sechs Tagen ist die Wurst genussreif. Die regionalen Varianten unterscheiden sich vor allem in den Anteilen der Fleischsorten. Schlackwurst wird nach einer ähnlichen Rezeptur hergestellt, jedoch meist in Fettenden abgefüllt.